# Roy Ashton
Howard Roy Ashton (17 d'abril de 1909 - 10 de gener de 1995) va ser un tenor australià, associat durant un temps amb l'English Opera Group de Benjamin Britten, i maquillador que es va associar especialment amb el seu treball a les pel·lícules de Hammer Horror.

## Antecedents i inicis de carrera
Ashton va néixer a Perth, el més petit de quatre fills,, i va créixer a Menzies (Austràlia Occidental), on el seu pare, Howard White Ashton, estava a càrrec del banc local, gestionant els comptes dels buscadors a l'última gran febre de l'or australiana. La seva mare era una pianista i cantant talentosa: Dame Nellie Melba s'havia ofert a portar-la a Anglaterra per unir-se a la seva companyia d'òpera, però amb la condició que es mantingués soltera. Ashton va guanyar una beca a la Perth Modern School, on va florir el seu talent per a l'art i la música. Després va estudiar arquitectura i va treballar com a il·lustrador de temes d'arquitectura. Amb la Gran Depressió, Ashton va quedar sense feina. A la primavera de 1932 va decidir viatjar a Anglaterra per millorar les seves perspectives, i es va unir a la tripulació d'un vaixell de vapor per arribar-hi.
Un cop a Londres, Ashton es va matricular a la The Central School of Arts and Crafts. El 1933 va sol·licitar, i va ser acceptat, un aprenentatge a la Gaumont-British Film Corporation. La seva primera pel·lícula, per a la qual va dissenyar i fer perruques, va ser Tudor Rose (1936), seguida de The Man Who Changed His Mind amb Boris Karloff. His final film with Gaumont was Doctor Syn (1937). La seva darrera pel·lícula amb Gaumont va ser Doctor Syn (1937). Després va treballar com a autònom, i va participar en diverses produccions de London Films, inclosa Prison Without Bars (1939), la primera en la qual va ser l'encarregat del maquillatge. -up. Ashton va confessar més tard que el seu "veritable amor" continuava sent la música, i només es va aplicar a l'ofici del maquillatge, "una ocupació que no m'agradava molt", per assegurar-se que disposava d'una manera estable de guanyar-se la via "[h]avent provat la tristesa de l'atur" mentre estava a Austràlia.

## Segona Guerra Mundial i òpera
Amb l'esclat de la Segona Guerra Mundial, Ashton es va unir a la Metropolitan Police Service en la qual va servir durant The Blitz. També va guanyar una beca per a la Royal Academy of Music, on va estudiar cant cada dos dies i on va conèixer la seva futura esposa, Elizabeth Cooper, que també estudiava cant. Després va ser reclutat a l'exèrcit on va servir durant dos anys i mig. Durant aquest temps va treballar en un departament secret, amb seu al Museu d'Història Natural de Londres i encapçalat per Charles Fraser-Smith, la tasca del qual era crear armes i aparells ocults, "plumes estilogràfiques explosives i paraigües que disparaven dards verinosos", com recordava Ashton, per a l'ús dels agents encoberts que servien darrere de les línies enemigues a l'Europa ocupada. Se sap que l'autor Ian Fleming s'havia interessat en el treball d'aquest departament, després va basar la divisió "Q" a les seves novel·les James Bond en les activitats que hi va veure.
Ashton va ser desmobilitzat el gener de 1946 i finalment va poder dedicar-se a la música. El 1947 es va unir a la Intimate Opera Company: com va recordar Ashton, "en els vells temps de la Grand Opera solien tenir peces curtes Entr'Acte, peces curtes 'entre els actes'. A l'interval, dues o tres persones venien a fer una altra petita òpera de Mozart, Dibden [sic] i Purcell.... Viatjàvem girant per tot el país durant una setmana fent tres òperes a la nit."
El desembre de 1947, Ashton es va unir al grup d'òpera anglesa de Benjamin Britten, estudiant Peter Pears i creant el paper d'alcalde a Albert Herring. Va ser durant la primera gira d'aquesta òpera que Ashton es va casar amb Elizabeth Cooper. Ashton va mantenir la seva mà com a maquillador al cinema, continuant sent membre de la National Association of Theatrical Television and Kine Employees; durant els mesos d'estiu, va treballar com a maquillador per mantenir la seva vida com a cantant durant l'hivern. Ashton va trobar que el 1952 va ser un any especialment dèbil per al treball de cant: amb l'auge de la radiodifusió, combinat amb el fet de "les societats d'oratori i clubs de música, els petits clubs d'òpera havien gastat tots els seus diners el 1951 per al Festival de Britànnia", es van haver de liquidar diverses companyies d'òpera en gira.
El 1955, Ashton es va veure finalment obligat a triar. Convidat a treballar amb Orson Welles a Madrid per a la pel·lícula Mr. Arkadin, Ashton era al lloc quan va rebre un missatge que l'English Opera Group volia que participés en un reviscolament d'Albert Herring. Després d'haver promès treballar en la pel·lícula, encara que no s'havia signat cap contracte, Ashton va rebutjar la feina de l'EOG, per la qual cosa va acabar la seva associació amb el grup. El seu treball com a maquillador va ser una font d'ingressos més lucrativa i estable, per la qual cosa es va dedicar a aquesta carrera. No obstant això, sempre recordaria amb afecte la seva carrera de cantant: "Res es pot comparar amb l'emoció d'aparèixer davant d'una gran reunió, d'escoltar el tro dels aplaudiments lliurats a un artista sincer", va escriure.

## Hammer horror i altres pel·lícules
En la producció de Invitation to the Dance (1955), Ashton es va trobar treballant com a assistent de Phil Leakey. Aviat van ser amics ferms i van treballar plegats en diverses pel·lícules. Leakey va presentar Ashton a Hammer Films, així que va començar una relació per la qual Ashton és més conegut.
Tot i que va tenir una llarga i variada carrera en pel·lícules britàniques, Ashton és recordat principalment pel seu treball a les pel·lícules de terror de Hammer. Després d'ajudar a Leakey a La maledicció de Frankenstein ' (1957), Ashton es va trobar a càrrec del maquillatge de El gos dels Baskerville (1959) quan Leakey, després d'haver fet tallar el seu retenedor pel productor associat de l'empresa, Anthony Nelson Keys, va abandonar l'empresa amb fàstic. El principal esforç d'Ashton en aquella pel·lícula, per transformar un gran danès en el personatge principal, amb prou feines va ser un èxit, el resultat només va aparèixer breument al tall final. La seva següent pel·lícula, The Man Who Could Cheat Death (1959), va implicar transformar Anton Diffring en "un cadàver vivent": "Per produir tots els estralls del temps i la disbauxa, vaig sentir que l'efecte final hauria de ser un còctel de malalties mortals que s'estenen ràpidament pel seu cos. La febre glandular, la verola, el còlera, el tifus i la tifoide, representaven algunes de les malalties amb les quals Bonner havia entrat en contacte (a través dels seus viatges invisibles) com a metge croat." El resultat va ser àmpliament admirat: més d'una dècada més tard, el maquillador estatunidenc Dick Smith, va consultar a Ashton sobre l'efecte de crear maquillatge per envellir Dustin Hoffman com un home de 103 anys a Petit gran home, i havia de repetir l'efecte en diverses pel·lícules posteriors.
Posteriorment, Ashton va crear algunes de les imatges més famoses de l'estudi en pel·lícules, com ara La mòmia (1959), La maledicció de l'home llop (1960) i The Reptile (1966). Ashton estava especialment orgullós del maquillatge que va crear per a La maledicció de l'home llop, que va afirmar que va crear sense saber el maquillatge de Jack Pierce a Werewolf of London o l’usat a la pel·lícula de Jean Cocteau La Belle et la Bête. En saber que Hammer estava planejant fer La maledicció de l'home llop, va obtenir una còpia del guió i va passar setmanes preparant-se abans que Keys se'l va apropar per emprendre la feina. Ashton també va recomanar que Oliver Reed fos elegit per al paper principal: "La seva poderosa estructura òssia era perfecta per a l'aspecte i els seus dots com a actor eren perfectes per al paper. A més, s'assembla a un llop de totes les maneres quan està molt enfadat." A través d'Oliver Reed, Ashton va conèixer el cirurgià dental australià Phil Rasmussen, que va donar consells útils sobre com crear ullals per al maquillatge d'home llop; així va començar una relació professional que havia de continuar en diverses pel·lícules posteriors.
Ashton també va treballar en una sèrie de pel·lícules de terror d'Amicus, com ara The House That Dripped Blood (1971), Refugi macabre (1972), i Tales from the Crypt (1972), i va treballar a The Creeping Flesh de Tigon. A més de pel·lícules de terror, va treballar a la sèrie de pel·lícules de La Pantera Rosa de Blake Edwards.

## Mort
Ashton va morir a Anglaterra el 10 de gener de 1995 a l'edat de 85 anys.

## Discografia
- The Beggar's Opera (John Gay, arr. Britten); amb English Opera Group dirigit per Benjamin Britten. Emissió de la BBC gravada el 22 de setembre de 1948. Publicada a Pearl
- Albert Herring (Benjamin Britten); amb English Opera Group dirigit per Benjamin Britten. Enregistrament en directe al Teatre Reial, Copenhaguen, el 15 de setembre de 1949. Publicat a Nimbus

## Filmografia
- Tudor Rose (1936)
- The Man Who Changed His Mind (1936)
- El capità Horatio Hornblower (1951)
- La maledicció de Frankenstein (1957)
- Dracula (1958)
- La venjança de Frankenstein (1958)
- El gos dels Baskerville (1959)
- The Man Who Could Cheat Death (1959)
- La mòmia (1959)
- La maledicció de l'home llop (1960)
- The Phantom of the Opera (1962)
- The Kiss of the Vampire (1964)
- La gorgona (1964)
- La Pantera Rosa (1964)
- Dr. Terror (1964)
- The Skull (1965)
- She (1965)
- The Plague of the Zombies (1966)
- The Reptile (1966)
- Oliver! (1968)
- La núvia del diable (1968)
- 2001: una odissea de l'espai (1968)
- The House That Dripped Blood (1970)
- Les mans de l'esbudellador (1971)
- The Devils (1971)
- Tales from the Crypt (1972)
- Refugi macabre (1972)
- The Vault of Horror (1973)
- Frankenstein: The True Story (1973)
- La Pantera Rosa Torna (1974)
- La Pantera Rosa torna a atacar (1976)
- Star Wars (1977)
- Flash Gordon (1980)
- A la recerca de l'arca perduda (1981)